# Nisha Ganatra
Nisha Ganatra (25 de juny de 1974) és una directora, guionista, productora, i actriu canadenca d'ascendència hindú. Va rebre un Globus d'Or pel seu treball com a directora i productora en la sèrie de televisió Transparent de 2015.

## Filmografia

### Pel·lícules
| Any  | Títol                           | Director | Guionista | Productor | Role             | Notes           | Ref(s) |
| ---- | ------------------------------- | -------- | --------- | --------- | ---------------- | --------------- | ------ |
| 1996 | Junky Punky Girlz               | Sí       | Sí        | No        |                  | Curtmetratge    |        |
| 1997 | Drown Soda                      | Sí       | Sí        | Sí        |                  | Curtmetratge    |        |
| 1999 | Chutney Popcorn                 | Sí       | Sí        | Sí        | Reena            |                 |        |
| 2000 | The Acting Class                | No       | No        | No        | Dansaire exòtica |                 |        |
| 2003 | Cosmopolitan                    | Sí       | No        | No        |                  | Per a televisió |        |
| 2003 | Fast Food High                  | Sí       | No        | No        |                  |                 |        |
| 2005 | Casaments per encàrrec          | Sí       | No        | No        |                  |                 |        |
| 2005 | Bam Bam and Celeste             | No       | No        | No        | Linda            |                 |        |
| 2007 | Don't Go                        | No       | No        | No        | Shanti           | Per a televisió |        |
| 2008 | The Cheetah Girls: One World    | No       | Sí        | No        |                  | Per a televisió |        |
| 2011 | Small, Beautifully Moving Parts | No       | No        | No        | Mare             |                 |        |
| 2013 | The Hunters                     | Sí       | No        | Sí        |                  | Per a televisió |        |
| 2013 | Pete's Christmas                | Sí       | No        | Sí        |                  | Per a televisió |        |
| 2014 | Code Academy                    | Sí       | Sí        | Sí        |                  | Curtmetratge    |        |
| 2016 | Center Stage: On Pointe         | No       | Sí        | No        |                  | Per a televisió |        |
| 2019 | Late Night                      | Sí       | No        | No        |                  |                 |        |
| 2020 | Covers                          | Sí       | No        | No        |                  | Post-producció  |        |